# Max von dem Borne

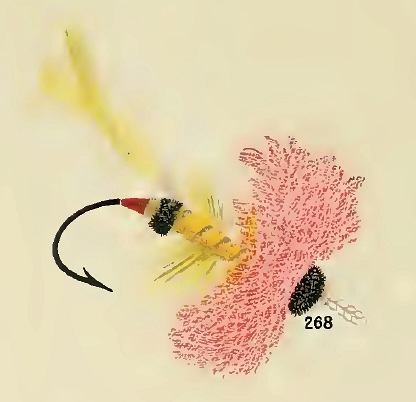
Sztuczna mucha na Micropterusa autorstwa Maxa von dem Borne, nazwana przez Mary Orvis Mabury w dziele „Favorite Flies and Their Histories” (1892) mianem „Count Max von dem Borne of Germany”

Max Paul Gustav Kreuzwendedich von dem Borne (ur. 20 grudnia 1826 w Barnówku, ówczesnym Berneuchen, zm. 14 czerwca 1894 tamże) – pruski szambelan, pionier w hodowli ryb i autor podręczników z tej dziedziny.

## Życiorys
Ojcem Maxa von dem Borne był Gustav von dem Borne (1798–1888), inspektor górniczy (niem. Bergassessor) i właściciel ziemski, matką Pauline von der Osten-Warnitz. 9 maja 1859 Max von dem Borne zawarł w Bonn związek małżeński z Elisabeth von Dechen, córką nadstarosty górniczego i rzeczywistego tajnego radcy Heinricha von Dechen (1800–1889). Miał z nią dwóch synów i trzy córki:
- Louise Pauline Berta (ur. 14.03.1860 - ?), w 1884 wyszła za mąż za Rudolfa von Viebahn
- Henriette Maxa (ur. 6.06.1861 - ?)
- Johanna Helena (ur. 21.06.1863 - zm. 26.08.1863)
- Elisabeth Sibylla Eva (ur. 29.04.1865 - zm. 28.04.1866)
- Gustav Hans Georg Kreuzwendedich (ur. 28.05.1867 w Barnówku - zm. 7.11.1918 we Wrocławiu)
- Dorotea Christiane von dem Borne (ur. 23.12.1868 -?)

Od 1837 uczęszczał do Friedrich-Wilhelm-Gymnasium w Berlinie; studiował górnictwo w Berlinie i Bonn. Pracował następnie w kopalniach węgla na Śląsku i w Zagłębiu Ruhry oraz w ministerstwie w Berlinie. W 1859 roku zdał egzamin państwowy na inspektora górniczego (niem. Bergassessor). W 1863 roku powrócił do majątku w Barnówku. W 1870 założył tam pierwsze stawy rybne i zajął się hodowlą ryb, co przyniosło mu później międzynarodową sławę. W roku 1878 założył związek wędkarski Marchii Brandenburskiej. Był też przewodniczącym klubu wędkarskiego we Frankfurcie nad Odrą. Jako działacz Ogólnoniemieckiego Związku Rybackiego organizował zarybienia rzek łososiowych. W 1888 za swoje zasługi został mianowany królewskim szambelanem.
W latach 1880–1894 jako pierwszy w Niemczech sprowadził wiele gatunków ryb z Ameryki Północnej, m.in. bassa słonecznego, bassa małogębowego, bassa wielkogębowego, pstrąga tęczowego, pstrąga źródlanego, sumika karłowatego.
W 1890 sprowadził z rzeki Delaware w stanie Pensylwania (Stany Zjednoczone) do swojego majątku w Barnówku około 100 osobników raka pręgowatego, rzekomo odpornego na dżumę raczą. Miejscem tej pierwszej introdukcji w Europie był staw o powierzchni około 1000 m² położony nad rzeką Myślą.
Ważniejsze prace
- 1875: Illustrirtes Handbuch der Angelfischerei: auf Grund der neusten Erfahrungen in Deutschland, England und Amerika ..., wydawca Wiegandt, Hempel & Parey
- 1880–1882: Die Fischerei-Verhältnisse des Deutschen Reiches, Oesterreich-Ungarns, der Schweiz und Luxemburgs, bearbeitet im Auftrage des Deutschen Fischerei-Vereins. Berlin o.J., W. Moeser Hofbuchdruckerei
- 1886: Handbuch der Fischzucht und Fischerei (wspólnie z Bertholdem Benecke i C. Dallmerem), wydawca Paul Parey
- 1894: Teichwirtschaft, wydawca Paul Parey,

Podręczniki rybołówstwa jego autorstwa doczekały się wielu wydań również poza granicami Niemiec i są używane do dziś.